# Shinichi Mukai
Shinichi Mukai (向 慎一 Mukai Shinichi?), född 15 juni 1985 i Kanagawa prefektur, är en japansk fotbollsspelare.
Mukai började sin karriär 2008 i Tochigi SC. Efter Tochigi SC spelade han för Tokyo Verdy, AC Nagano Parceiro, FC Machida Zelvia och Nara Club.